# Rudolf Schumann
August Eberhard Rudolf Schumann (* 6. September 1895 in Dresden; † 4. März 1966 in Friedberg (Hessen)) war ein Volksschullehrer, Naturkundler und Heimatforscher.

## Leben und Wirken
Schumann wurde als Sohn des Tapezierers und späteren Werkführers August Richard Schumann (1866–1947) und dessen Frau Marie geb. Baldauf (1865–1947) geboren. Seine Kindheit verbrachte er in der inneren Neustadt von Dresden. Geschwister hatte er keine. Schumann zeigte bereits frühzeitig Interesse an der Natur und den Naturwissenschaften, so dass ihn seine Eltern auf das Freiherrlich von Fletchersche Lehrerseminar in Dresden schickten. Ab 1910 erhielt er hier eine Ausbildung zum Volksschullehrer, die er 1915 erfolgreich abschloss. Zu Schumanns Schulkameraden zählte auch Erich Kästner, der das Seminar von 1913 bis 1917 besuchte.
Im Ersten Weltkrieg diente Schumann in einem Pionier-Bataillon. Nach seiner Rückkehr aus dem Krieg widmete er sich intensiv botanischen Forschungen in der sächsischen Natur. 1919 erhielt er eine Anstellung als Hilfslehrer an der Volksschule Moritzburg. Im Dezember 1919 legte Schumann das zweite Lehrerexamen erfolgreich ab. Ein Jahr später erhielt er eine Stelle als Lehrer an der 38. Volksschule in Dresden-Naußlitz, im Juni 1934 wurde er dort stellvertretender Schullehrer.
1921 heiratete Schumann Gabriele von Schönberg und zog mit seiner Frau nach Dresden-Plauen. Aus der Ehe gingen drei Kinder hervor (Gudrun und Sigrid * 22. November 1926, Rotraut * 25. Februar 1929).
1924 wurde Schumann ehrenamtlicher Mitarbeiter im Landesverein Sächsischer Heimatschutz. Hier beschäftigte er sich anfangs weiterhin mit botanischen Untersuchungen. Ab 1928 widmete er sich jedoch intensiv der Geschichte des osterzgebirgischen Erzbergbaus. Seit 1930 veröffentlichte er mehrere bergbauliche Beiträge in den Veröffentlichungen des Landesvereins Sächsischer Heimatschutz. Sein besonderes Interesse galt dabei dem Altenberger Bergrevier und dem in Altenberg selbst betriebenen Zinnbergbau.
Im Spätherbst 1940 wurde er erneut zum Wehrdienst als Offizier in einem Luftwaffenbautrupp einberufen. 1941 starb nach langer Krankheit seine Ehefrau. Silvester 1943 heiratete er Gertrud Ulbricht, die beim Roten Kreuz tätig war. Am 1. Mai 1945 geriet er in Niederbayern in Kriegsgefangenschaft, aus der am 1. September 1946 krank und geschwächt entlassen wurde.
Aufgrund seiner Mitgliedschaft in der NSDAP  konnte Schumann nach Kriegsende nicht mehr als Lehrer tätig werden. Bis 1948 erwirtschaftete er seinen Lebensunterhalt als Bauhilfsarbeiter, Garten- und Lagerarbeiter. Seine bergbaulichen Kenntnisse bewogen ihn schließlich, am 1. April 1948 freiwillig im Uranbergbau der Wismut in Freiberg tätig zu werden.
Schumann begann seine Tätigkeit in der Ausbildungsgruppe der Geologentechniker. Ab August 1948 fuhr er als Geologe, später als Reviergeologe auf dem "Davidschacht" und dem "Reiche Zeche Schacht" ein. Im September 1950 wechselte er zum "Schacht 209" in Bärenhecke, aber bereits 1951 ging er als Aufschlussgeologe zurück zur "Himmelfahrt Fundgrube" nach Freiberg.
Im gleichen Jahr wurde seine zweite Ehe geschieden.
Die berufliche Laufbahn wurde am 20. Oktober 1953 durch die Verhaftung wegen angeblicher Agententätigkeit jäh unterbrochen. Am 13. Januar 1954 wurde er vom Bezirksgericht Chemnitz unter dem Vorwurf der Wirtschaftsspionage zu 10 Jahren Zuchthaus verurteilt, anscheinend sollte dieses Urteil als ein politisches Exempel statuiert werden. Bis zum Oktober 1960 verbüßte er in Waldheim seine Haftstrafe. Am 26. März 1993 bewirkte seine Tochter Gudrun die Aufhebung des Urteils und die Rehabilitierung des Vaters.
Nach dem Ende der Haftstrafe siedelte Schumann kurz vor der endgültigen Schließung der innerdeutschen Grenze durch den Mauerbau in die Bundesrepublik über. Seinen neuen Wohnsitz nahm er in Altweilnau.
Die alte sächsische Heimat und den erzgebirgischen Bergbau konnte Schumann nie richtig loslassen. So schrieb er Ende 1963 in einem Brief an einen alten Vertrauten aus der Zeit im Bergbau:
Gerade in der Weihnachtszeit denke ich an unsere bergbauliche Landschaft im Erzgebirge stark zurück. Vor 13 Jahren fuhr ich auf der Grube in Bärenhecke im Müglitztal an. Oft bin ich dort aus meinem Revier, das dicht unter Tage war, empor zur Halde gestiegen und befand mich dann mitten im verschneiten Weihnachtswald, und die Schneeflocken löschen mein Grubenlicht aus. Da sind ganz starke, tief innerliche Eindrücke gewesen, die ich nicht vergessen kann und will, zumal ich die Geschichte gerade dieser kleinen Grube seit dem Jahre 1472 in früheren Jahren bearbeitet hatte.
In der neuen Heimat erfüllte sich Schumann den langgehegten Wunsch einer Spanienreise. 1963 bis 1965 verbrachte er seinen Urlaub in Andalusien, auf Teneriffa und Mallorca.
Rudolf Schumann starb am 4. März 1966 nach Krankheit in Friedberg. Die Beisetzung erfolgte in Altweilnau.

## Werke

### Artikel (Zeitungen, Zeitschriften, Bücher)
- Warum und wie pflegen wir bei unserer Schuljugend die Liebe zur Natur? (1920)
- Die sächsische Schule und der Heimatschutzgedanke (1926)
- Eine untergehende Pflanzenwelt (1927)
- Ein Jahr auf Bergwiesen (1929)
- Der Plauensche Grund in der idyllischen und romantische Literatur (1929)
- Das Bergbaugebiet von Niederpöbel (1930)[2]
- Vom Altenberger Zinnbergbau (1930)[3]
- Eine Verfassungsrede in der Volksschule (1931)
- Die wirtschaftliche Organisation des ehemaligen sächsischen Erzbergbaues (1933)
- Dichtung und Wahrheit über den Bergbau zwischen Tharandt und Dippoldiswalde (1933)
- Vom "Oesterreichischen Naturschutzbund" (1935)
- Der Silberbergbau auf Alte Hoffnung Gottes Erbstolln in Kleinvoigtsberg (1936)
- Der Rabenauer Grund bei Dresden, seine Landschaft, seine Pflanzen (1936)
- Gesamt – Inhaltsverzeichnis der Mitteilungen des Landesvereins Sächsischer Heimatschutz 1908-1937 (1938)
- An der alten Silberstraße von Scharfenberg und Munzig nach Freiberg (1939)
- Der Plauensche Grund bei Dresden als Beispiel für den Wandel der Landschaftswertung (1939)
- Lehrgang über Landschaftspflege und Naturschutz im Lande Sachsen (1939)
- Der Eisenhammer zu Dorfchemnitz und die Ölmühle zu Friedebach (1940)

### Maschinenschriftliche Manuskripte
- Der Plauensche Grund bei Dresden im Schrifttum, gesammelt 1925–1931
- Abschriften aus Akten des Oberbergamtsarchives zu Freiberg Lit. A.Sect. I – Verzeichnis aller gang- und nichtgangbaren Berg- und Hüttengebäude des vereinigten Altenberger Bergamtsrevieres (1934)
- Geschichte des Silberbergbaus von Frauenstein und Umgegend (1937)
- Verzeichnis der obergebirgischen Einlegeregister (1939)
- Der deutsche Bauerngarten (1940)
- Registrande des Archivs der Zwitterstocks – A.-G. Altenberg (1940)
- Geschichte des Erzbergbaus im Revier des ehemaligen Bergamts Glashütte bis zum Ausbruch des Dreißigjährigen Krieges unter besonderer Berücksichtigung der Vasallenbergämter Naundorf, Schmiedeberg und Bärenstein
- Altenberg und sein Zinnbergbau (um 1947)

### Diverses
Schumann veröffentlichte darüber hinaus zahlreiche Zeitungsartikel (Schwerpunkt Botanik), hielt Vorträge zur Heimatgeschichte und verfasste Gutachten für den Landesverein Sächsischer Heimatschutz.